# Casa della ninfa piangente
La Casa della ninfa piangente (in ucraino Будинок архітектора Нільсена?; in russo Дом архитектора Нильсена?, Dom architektora Nil'sena) è una casa situato in via Semenišina 49 a Mariupol' in Ucraina.

## Storia
La casa delle ninfa piangente fu costruita in mattoni dall'architetto Victor Nielsen all'inizio del XX secolo e fu completato nel 1910. La casa fu eretta dall'architetto Nielsen per commemorare la morte di sua figlia. 

## Architettura
La casa ha un tetto alto, stucchi e cornicioni. L'architettura della casa è influenzata da diversi stili architettonici, dalla Secessione viennese e dall'Art Nouveau.  In memoria della figlia morta, fece mettere sulla torre della casa la testa di una donna in pietra ("ninfa"). La faccia della ninfa in pietra è simile alla faccia della figlia di Nielsen, morta di tifo. Quando piove, le gocce scorrono sul viso come lacrime. Sembra che la ninfa stia piangendo per la tragedia familiare di Nielsen.